# Farm Radio Trust
 (juin 2017).
Pour les articles homonymes, voir FRT.
Farm Radio Trust (FRT) est une radio associative malawite spécialisée dans l'agriculture.

## Histoire
En 2007, l'association canadienne Farm Radio International (en) (FRI) lance une étude de 3 ans pour évaluer la pertinence du média radio pour aider les petits agriculteurs à optimiser leurs process. En 2009, Farm Radio Trust (FRT) est lancée, spécialisant ses programmes autour de l'agriculture. L'économie malawie est fortement dominée par l'agriculture, et la radio y reste le meilleur média pour pénétrer les campagnes du pays.
Via le programme Access Agriculture, Farm Radio Trust a distribué des DVDs d'enseignement aux agriculteurs.
En janvier 2016, la FRT développe un système d'information météorologique dédié aux agriculteurs. En septembre 2016, la FRT lance un centre d'appel gratuit pour mettre en relation les agriculteurs avec des experts. En octobre 2016, la FRT annonce avoir distribué des smartphones aux agriculteurs du pays pour développer les communications vidéo entre les auditeurs de la radio.

## Émissions
Les émissions produites par la Farm Radio Trust sont diffusées sur les stations radio partenaires (stations radio nationales, communautaires et privées).

## Animateurs
- Catherine Mloza Banda[7]

## Financement
La Farm Radio Trust bénéficie d'une aide de la Flandre de 1,045 millions d'euros étalée sur la période 2014-2019,.